# Nájera

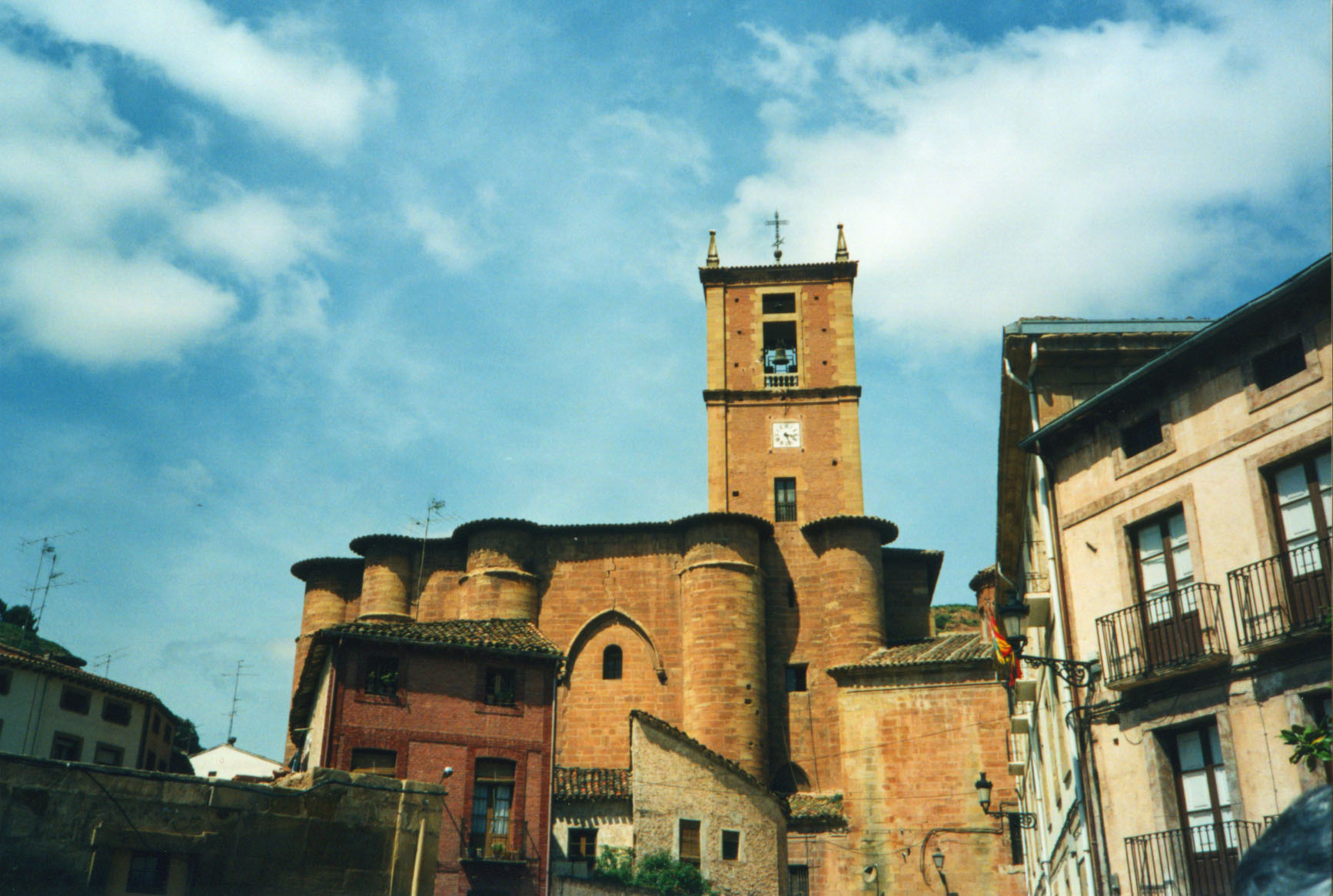
Widok monastyru w Nájera

Nájera (bask. Naiara) – miasto położone w hiszpańskiej wspólnocie autonomicznej La Rioja, nieopodal rzeki Najerilla. Nájera leży na szlaku pielgrzymkowym do grobu św. Jakuba Większego Apostoła.

## Historia
Obszar na którym leży Nájera od dawna przyciągał potencjalnych osadników. Gdy Iberia stała dostała się pod panowanie rzymskie, powstało tu pierwsze miasto nazwane Tritium. Dzisiejsza nazwa wywodzi się jednak od innych rządców tej ziemi – muzułmanów, którzy zwali go Nexara – miasto leżące między skałami. W tym czasie osiedli tu Arabowie i Berberowie. 
W 923 Ordoño II z Leónu podporządkował te ziemie chrześcijańskiemu królestwu Nawarry i rozpoczął się napływ Basków i innych chrześcijan. Nájera stała się stolicą Nawarry i pozostawała nią do 1054 roku, kiedy to miasto zostało przyłączone przez królestwo Kastylii po zwycięskiej dlań bitwie w Dolinie Atapuerca. Mimo to Nájera nie straciła swojego wielokulturowego charakteru. Dowodem na to może być wizyta francuskiego opata Piotra Czcigodnego, który przybył tu poszukując pomocy arabskich uczonych w tłumaczeniu muzułmańskich tekstów, w tym pierwszego przekładu Koranu na język europejski. Od X wieku istniała tu także bogata i dobrze prosperująca wspólnota żydowska. 
W 1367 roku w okolicach miasta doszło do jednej z bitew Kastylijskiej Wojny Domowej. Zwycięstwo w bitwie przypadło Piotrowi I, po którego stronie walczyły także wojska angielskie, dowodzone przez Czarnego Księcia.

## Zabytki
Z racji długiej historii istnienia w Nájera znajduje się wiele zabytków. Jednym z najsłynniejszych jest kościół Świętej Marii, ufundowany przez władców Nawarry w 1052 roku. Znajduje się w nim wiele grobów władców hiszpańskich, do czasów budowy Escorialu było to bowiem główne miejsce pochówku królów. Kościół znajdował się pod opieką różnych wspólnot monastycznych aż do XIX wieku, kiedy to antyklerykalne reformy Juana Álvareza Mendizábala zmusiły mnichów do porzucenia świątyni.
Inne ważne zabytki to: konwent św. Heleny, wybudowany w XII wieku most na rzece Najerilla, zamek La Mota z X wieku i monaster w Valvanera, znajdujący się 16 km od miasta – był on swego czasu rezydencją Izabeli I.  